# 木賊色
木賊色（とくさいろ）は、トクサの茎を模した黒っぽい緑色である。青黒さを含んだ萌黄色であることから、別名を「かげ萌黄」ともいう。

## 概要
平安文学に使用例は見られず、初出は『宇治拾遺物語』の中で「木賊色の狩衣」とある用法である。また『義経記』には水干、『増鏡』には狩衣の色に「木賊」が登場する。冷たく落ち着きのある色合いのため、武士に重宝された色である。
『布衣記』では、表萌黄・裏白の色目と紹介されているが、襲の色目というものは、裏表の色の配合を楽しむもので、裏白の色目は透き通った氷の様子を表す氷重など、一部の例外を除いて存在しない。表の萌黄色そのものが「かげ萌黄」、つまり木賊色に染められた衣と思われる。